# Aeroportul Regional Florence
Aeroportul Regional Florence (IATA: FLO, ICAO: KFLO, FAA LID: FLO) este un aeroport din Carolina de Sud, Statele Unite ale Americii ce deservește zona Florence⁠(d). Aeroportul a fost tranzitat în 2019 de 85.752 de pasageri. A fost numit după zona deservită.
Situat la o altitudine de 45 m, aeroportul dispune de 2 piste.

## Infrastructură

### Piste
Aeroportul dispune de 2 piste. Pista 01/19 are suprafața de asfalt și dimensiunile 6.000 picioare × 150 picioare. Pista 09/27 are suprafața de asfalt și dimensiunile 6.502 picioare × 150 picioare. 